# Canarinus griffioenae
Canarinus griffioenae är en skalbaggsart som beskrevs av Kanaar 2008. Canarinus griffioenae ingår i släktet Canarinus och familjen stumpbaggar. Inga underarter finns listade i Catalogue of Life.